# Edinburgh Eagles
Edinburgh Eagles är ett ishockeylag från Skottland som spelar i Division 1 North, en del av det brittiska universitetshockeysystemet. Lagets hemmamatcher spelas på Murrayfield Ice Rink i Edinburgh.

## Allmänt
The Eagles grundades 2003 av Amy Slater, och är en ishockeyklubb för universitetsstudenter. Enbart studenter på högskolenivå i Skottland får representera klubben.
Klubben hade nyligen[när?] två lag, där B-laget (kända som the Beagles) spelade i Division 2 North. Båda lagen spelade i BUIHA National Championships, Eagles i Tier 1 och Beagles i Tier 2. I nuläget[när?] har klubben bara ett lag. Eagles är affilerade med Edinburgh Phoenix som spelar skotsk ishockey på korpnivå i Scottish Ice Hockey Recreational Conference.
The Eagles vann North Division 2010/2011, förlorade på målskillnad året efter, och har efter det vunnit både 2012/2013 och 2013/2014. Laget förlorade både semifinalen av BUIHA National Championships 2013 samt finalen 2014.

## Tröjor
Lagets hemmatröjor är mestadels röda, medan bortatröjorna är mestadels vita.

## Varsity Games

### The Celtic Cup
Laget spelar The Celtic Cup Varsity, en årlig match mot Cardiff Redhawks som är det enda laget från Wales i British Universities Ice Hockey Association.
Sedan starten 2006 är Edinburgh Eagles obesegrade. 

### Jonny Wookey Memorial Game
Laget spelar även årliga The Jonny Wookey Memorial Game mot St. Andrews Typhoons till minne av Jonny Wookey. Matchen drar vanligtvis över 500 åskådare till ishallen i Dundee, där matchen spelas. Edinburgh Eagles har inte vunnit sedan starten 2013.

## Spelare

### Laguppställning 2014
| Nr | L/S/P            | Namn                   | Position | Universitet                 |
| -- | ---------------- | ---------------------- | -------- | --------------------------- |
| 2  | England          | Joshua Rusdale         | F        | University of Edinburgh     |
| 4  | New Hampshire    | Shawn Stephens         | D        | University of Edinburgh     |
| 6  | Nordcypern       | Berke Ricketti         | G        | University of Edinburgh     |
| 7  | British Columbia | Kevin Dibb             | D        | University of Edinburgh     |
| 8  | Québec           | Christophe MacIntosh   | D        | University of Edinburgh     |
| 12 | Singapore        | Calvin Eng             | F        | University of Edinburgh     |
| 13 | Saskatchewan     | Anthony Selles         | F        | University of Edinburgh     |
| 16 | Skottland        | Alastair Skitmore      | F        | University of Edinburgh     |
| 20 | Vermont          | Sam Zdatny             | F        | University of Edinburgh     |
| 21 | British Columbia | Maxwell Meredith       | F        | University of Glasgow       |
| 24 | Skottland        | James Reed             | F        | Heriot-Watt University      |
| 25 | Sverige          | Albin Granström        | D        | University of Edinburgh     |
| 26 | New Brunswick    | Liam Gaspar            | F        | University of Edinburgh     |
| 33 | Skottland        | Christopher Gray       | G        | University of Edinburgh     |
| 45 | Skottland        | Kieran Elder           | D        | Edinburgh Napier University |
| 57 | Hongkong         | Chris Tung             | F        | Edinburgh Napier University |
| 75 | Québec           | Nicolas Cottingham Vit | D        | University of Edinburgh     |
| 76 | Ontario          | Jonathan Cottingham    | F        | University of Edinburgh     |

## "Tröjor i taket"
- 22 - Amy Slater
- 32 - Richard 'Rambo' Gray
- 43 - Ewan Heeles
- 44 - Sam Granlund
- 77 - Steve Walker

## Ledare

### Lagkapten
- Alistair Hayler, 2003
- Lucas Williams, 2003-2004
- Ryan McFarlane, 2004-2006
- Ryan McFarlane/Richard Gray/Robert McGarry, 2006-2007
- Ryan McFarlane, 2007-2008
- Sam Granlund, 2008-2009
- Andrew Blakely, 2009–2012
- Neil Dolan, 2012-2013
- Anthony Selles, 2013-

### Huvudtränare
- Edward Baker, 2003-2006
- Ewan Heeles, 2006-2007
- Paul Fleming, 2007-2008
- Ewan Heeles, 2008-2009
- Thomas Ham, 2009– 2011
- Richard Gray, 2011–2014
- Matt Dible, 2014–

### Fotnoter
1. ↑  ”Edinburgh Universities IHC” (på engelska). Eurohockey. http://www.eurohockey.com/club/6998-edinburgh-universities-ihc.html?season=2012&league=879. Läst 22 mars 2015.